# 徐家壩遺址
徐家壩遺址位於重慶市彭水縣漢葭鎮江南村三社，文物遺址年代為商周，2009年12月15日列為第二批重慶市文物保護單位。